# Noturus albater
Loài Ozark madtom (Noturus albater) là một loài cá nước ngọt đặc hữu của Hoa Kỳ. Nó là một trong những 29 loài của chi Noturus.

## Ký sinh trùng
Loài này được biết đến là có những vết sẹo của Lernaea.